# IK Sleipner
IK Sleipner is een Zweedse sportclub uit de stad Norrköping. De twee grootste activiteiten van de club zijn voetbal en bowlen. De club werd in 1903 opgericht en dankt zijn naam aan het mythische paard Sleipnir.

## Geschiedenis
Tot 1924 werd de Zweedse landstitel in bekervorm beslecht. Sleipner behaalde in 1920 en 1921 de finale en verloor die respectievelijk van Djurgårdens IF en IFK Eskilstuna.
De club was in 1924 een van de medeoprichters van de Zweedse hoogste klasse. Na enkele seizoenen in de middenmoot werd de club vierde in 1929 en derde in 1930. Hierna ging het bergaf en in 1933 degradeerde de club samen met Landskrona BoIS uit de hoogste klasse.
Na één seizoen keerde de club terug en speelde twee rustige seizoenen. In 1937 werd de club vicekampioen achter AIK Stockholm. Het volgende seizoen was het echt prijs voor de club toen de titel behaald werd met vier punten voorsprong op Landskrona Helsingsborgs en Elfsborg. Het volgende seizoen deed de club het al heel wat minder en eindigde met één punt boven de degradatiezone. In 1941 werd de club met 10 punten laatste en degradeerde. Het zou het laatste optreden van de club worden in de hoogste klasse en Sleipner gaf de fakkel van beste club van de stad door aan IFK Norrköping.
De club bracht een groot deel van zijn bestaan in de tweede klasse door.

## Erelijst
- Landskampioen

1938
- Svenska Cupen

Finalist: 1941

## Eindklasseringen
| Seizoen | №  | Clubs | Divisie                         | WG | W  | G | V  | DV | DT | +/– | Punten | Tsch |
| ------- | -- | ----- | ------------------------------- | -- | -- | - | -- | -- | -- | --- | ------ | ---- |
| 1935    | 7  | 12    | Allsvenskan                     | 22 | 9  | 3 | 10 | 55 | 49 | +6  | 21     | ??   |
| 1936    | 8  | 12    | Allsvenskan                     | 22 | 8  | 3 | 11 | 51 | 48 | +3  | 19     | ??   |
| 1937    | 2  | 12    | Allsvenskan                     | 22 | 12 | 3 | 7  | 45 | 41 | +4  | 27     | ??   |
| 1938    |    | 12    | Allsvenskan                     | 22 | 12 | 6 | 4  | 46 | 28 | +18 | 30     | ??   |
| 1939    | 7  | 12    | Allsvenskan                     | 22 | 8  | 4 | 10 | 43 | 44 | –1  | 20     | ??   |
| 1940    | 8  | 12    | Allsvenskan                     | 22 | 8  | 5 | 9  | 33 | 49 | –16 | 21     | ??   |
| 1941    | 12 | 12    | Allsvenskan                     | 22 | 3  | 4 | 15 | 28 | 65 | –37 | 10     | ??   |
| 2011    | 7  | 14    | Division 1 (Södra)              | 26 | 11 | 4 | 11 | 36 | 50 | –14 | 37     | 332  |
| 2012    | 12 | 14    | Division 1 (Södra)              | 26 | 7  | 7 | 12 | 37 | 53 | –16 | 28     | 225  |
| 2013    | 3  | 10    | Division 2 (Södra Svealand)     | 22 | 10 | 4 | 8  | 35 | 24 | +11 | 34     | 193  |
| 2014    | 2  | 14    | Division 2 (Södra Svealand)     | 26 | 18 | 3 | 5  | 64 | 27 | +37 | 57     | 221  |
| 2015    | 1  | 14    | Division 2 (Södra Svealand)     | 26 | 16 | 8 | 2  | 66 | 32 | +34 | 56     | 243  |
| 2016    | 14 | 14    | Division 1 (Norra)              | 26 | 5  | 3 | 18 | 31 | 57 | –26 | 18     | 172  |
| 2017    | 3  | 14    | Division 2 (Södra Svealand)     | 26 | 15 | 8 | 3  | 47 | 28 | +19 | 53     |      |
| 2018    | 12 | 14    | Division 2 (Södra Svealand)     | 26 | 5  | 7 | 14 | 40 | 49 | -9  | 22     |      |
| 2019    | 9  | 12    | Division 3 (Nordöstra Götaland) | 22 | 9  | 3 | 10 | 28 | 32 | -4  | 30     |      |

## Bekende oud-spelers
- Tore Keller
- Nils Liedholm